# ليندسي أشفورد
ليندسي أشفورد (بالإنجليزية: Lindsay Ashford)‏ (23 يناير 1959، ولفرهامبتن في المملكة المتحدة)؛ كاتِبة، صحفية وروائية بريطانية.